# 达·伽马塔
达·伽马塔（葡萄牙語：Torre Vasco da Gama, 發音：[ˈtoʁ(ɨ) ˈvaʃku dɐ ˈɡɐmɐ]）是葡萄牙里斯本的一座高145米的塔和一座摩天大楼，位于塔霍河畔的万国公园。它得名于第一个航海到达印度葡萄牙探险家达·伽马。
该塔为1998年世界博览会而建，在120米，有一个观景台，其下方是豪华全景餐厅。观景台和餐厅于2004年10月关闭。当它们开放时，该塔是葡萄牙向公众开放的最高的建筑物（不含桥梁）。